# 池田大作本仏論
池田大作本仏論（いけだだいさくほんぶつろん）とは、日本の宗教団体創価学会名誉会長の池田大作が「本仏：ほんぶつ」（絶対的な宗教指導者）であるとする論である。
創価学会では池田大作を「本仏：ほんぶつ」（絶対的な宗教指導者）ではないとするが、これに対して矢野絢也（元・公明党委員長）は実質的には「池田大作本仏論」の流れが強まっている、とするなど主張は分かれる。
本仏論の定義や内容、発生時期については様々な主張がある。ここでは、かつて創価学会を信徒団体としていた日蓮正宗の教義とかかわりがある「日蓮本仏論」についても述べる。

## 日蓮本仏論
日蓮正宗の特徴的な教義に日蓮大聖人を「本仏：ほんぶつ」とみなす日蓮本仏論と血脈相承論があり、後者は二代目の日興を経て、日蓮正宗の法主が日蓮の仏法を継承しているという血脈相承論である。
かつて日蓮正宗の信徒団体であった創価学会は、日蓮正宗の教義である日蓮本仏論や血脈相承論の影響を受けている。

## 宗教関係者以外による池田大作本仏論
本仏論自体については様々な主張がある。
仏教学者の松野純孝は、創価学会で池田大作に対する「帰命」（絶対的な服従）などが論じられたことを「池田本仏論」であるとした。
かつて公明党委員長を務めた矢野絢也は、「池田大作本仏論」の説明として、「（創価学会内部で）当時会長だった池田大作は日蓮大聖人の再誕で、「本仏：ほんぶつ」に等しい宗教指導者という思想だ」としている。さらに矢野絢也（元・公明党委員長）によると、1975年（昭和50年）前後に一部の学会首脳によって「池田大作本仏論」という考え方が広まっていたが、その頃は池田大作はあくまでも創価学会信者（創価学会員）の中で「宗教団体の代表者」であり、そのような池田大作に対する個人崇拝を真面目にとらえる組織ではなかった。しかし、創価学会が日蓮正宗に破門された1991年（平成3年）以後に日蓮正宗（宗門）に置き換わるべき本尊が必要になり、池田大作（名誉会長）こそ「生き仏」（絶対的な宗教指導者）だという宗教思想が創価学会内部で一気に広まったとしている。矢野絢也（元・公明党委員長）は、その原因を、創価学会における池田大作の独裁体制、創価学会の私物化と「天下を乗っ取る野望」（公明党が政治の主導権を握る野望）から始まっていると思えてならない、としている。
1993年（平成5年）に自由民主党は衆議院総選挙で敗北して自民党が野党になると、1994年（平成6年）から1996年（平成8年）に当時の新進党の支持基盤であった創価学会に対して自民党の機関紙『自由新報』に「創価学会ウオッチング」という創価学会批判記事を掲載し。当時、起きていた池田大作に対する訴権の濫用などと絡めてすでに終息していた「池田大作本仏論」を持ち出し、池田大作が千葉県の清澄寺（日蓮が幼少の頃に修学した寺）を訪れた際、そこに生える樹齢250年の千年杉に向かい、木肌を撫でながら、「久しぶりだね。700年ぶりだねぇ」と呟（つぶや）いてみせた件を批判した。
また白川勝彦（元・自民党衆議院議員）によれば、1995年（平成7年）3月に地下鉄サリン事件（オウム真理教事件）が起きて、国会で宗教法人法改正が議論されて池田大作に対する国会の証人喚問が検討された頃に、国会で「池田大作本仏論」を当の池田大作本人に聞く予定があったという。しかし、公明党の反対により池田大作に対する国会の証人喚問は実現しなかった。。
日本共産党は2002年（平成14年）に創価学会が会則を変更し、牧口初代会長、戸田第二代会長、池田第三代会長の「歴代の三代会長」を、「永遠の指導者」とする規定を入れたことについて触れ「この規定変更はかねてより伝えられてきた池田本仏論の具現化だ」と批判した。
財団法人同和教育振興会理事の仲尾敏博は、池田本仏論を日蓮本仏論の当然の帰結であるとした。

## 創価学会による池田大作本仏論の否定
池田大作は『聖教新聞』の紙上で「代々の会長を神格化などしてはなりません」「私などを絶対視してはならない」「私自身、罪業深き、過ち多き身であることをよく知っております」と創価学会会長は「宗教団体の代表者」であって、「本仏：ほんぶつ」ではないことを明言した。
一方、矢野絢也（元・公明党委員長）は池田大作本仏論の否定について「池田大作は古参会員の手前もあってか、自ら池田大作本仏論を否定したと言われている。しかし、実質的には池田大作本仏論（池田大作に対する個人崇拝）の流れが強まっている。」としている。